# جاجی
جاجی (به ایتالیایی: Gaggi) یک کومونه در ایتالیا است که در استان مسینا واقع شده‌است.

## خصوصیات
جاجی ۷٫۳ کیلومترمربع مساحت و ۲٬۸۱۲ نفر جمعیت دارد.